# Ephraïm de Bonn
Pour les articles homonymes, voir Bonn (homonymie).
Ephraïm ben Jacob de Bonn (hébreu : רבי אפרים בן יעקב מבון Rabbi Ephraïm ben Yaaqov de Bonn) est un tossafiste rhénan du XIIe siècle (Bonn, 1132 - après 1196).
Exégète, décisionnaire, auteur liturgique et chroniqueur, lui et son frère Rabbi Hillel sont surnommés « les deux hommes consacrés par l'huile », par allusion à Zacharie 4:14.

## Sa vie
Il semble qu'il soit né à Bonn. Il a étudié auprès de Yoël haLevi, le père de Rabbi Eliézer ben Yoël haLevi. Lorsque Rabbi Yoël partit à Cologne, il le remplaça à la présidence du Beth Din de Bonn.
Plusieurs récits célèbres sont rapportés en son nom, notamment :
- l'histoire d'Amnon de Mayence, auteur présumé du piyyout Ounetanè Toqef, mort pour la sanctification du nom de Dieu
- les histoires des poètes liturgiques Yannaï et Eléazar Hakalir.

Plusieurs de ses paroles sont rapportées dans le Mordekhaï et par d'autres tossafistes ashkénazes. Dans son Livre du Souvenir, il décrit les persécutions de la deuxième croisade (1147-1149). La deuxième partie du livre est consacrée aux malheurs qui frappèrent les communautés juives de France, d'Allemagne et d'Angleterre entre 1170 et 1196. Plusieurs chroniques médiévales, dont le Livre du Souvenir d'Ephraïm de Bonn, ont été éditées par Avraham Meïr Haberman dans son livre Sefer Gezerot Ashkenaz ve Tsarfat. On y trouve aussi un piyyout d'Hillel ben Yaaqov sur les martyrs de Blois en 1171.
Ephraïm de Bonn est très connu comme poète liturgique. Zunz cite 23 ses piyyutim dont certains sont utilisés dans les liturgies allemande et polonaise. Par exemple Elohim tsiwita liydidekha et HaRahman hou asher hanan étaient récités en Allemagne lors des circoncisions. Ephraïm de Bonn était peut-être le dernier auteur allemand à composer des piyyutim en araméen pour la synagogue. Sa selihah Ta shema est particulièrement connue. Elle reprend en 45 lignes des expressions araméennes des phrases du Talmud. Ses piyyutim sont souvent en acrostiches et utilisent des expressions talmudiques, ce qui les rend difficiles à comprendre. La plupart de ses poèmes font allusion aux persécutions et aux martyrs juifs.